# Owensboro
Owensboro – miasto w Stanach Zjednoczonych, w stanie Kentucky, siedziba administracyjna hrabstwa Daviess, nad rzeką Ohio.
W mieście rozwinął się przemysł tytoniowy, spirytusowy, metalurgiczny, meblarski oraz chemiczny.